# Norbert Oberauer
Norbert Oberauer (* 1968 in München) ist ein deutscher Islamwissenschaftler.

## Leben
Von 1986 bis 1998 studierte er im Magisterstudium Islamwissenschaft und Öffentliches Recht (Schwerpunkt Völker- und Europarecht) an der Albert-Ludwigs-Universität Freiburg. Von 1998 bis 2002 hielt er sich für Praktika und Studien in Gaza (UNRWA-Headquarters) und Aleppo (Institute for the History of Arabic Sciences) auf. Nach der Promotion im Fach Islamwissenschaft an der Albert-Ludwigs-Universität Freiburg 2002 war er ab 2002 Wissenschaftlicher Assistent am Lehrstuhl für Islamwissenschaft der Universität Bayreuth (ab 2009 akademischer Oberrat). Die venia legendi für das Fach Islamwissenschaft erhielt er 2009. Seit April 2010 lehrt er als Professor für Islamisches Recht an der WWU Münster.